# Olenecamptus mordkovitshi
Olenecamptus mordkovitshi là một loài bọ cánh cứng trong họ Cerambycidae.